# Chilotilapia rhoadesii
Genre
Espèce
Statut de conservation UICN

 LC  : Préoccupation mineure
Chilotilapia rhoadesii est une espèce de poissons de la famille des Cichlidae endémique du lac Malawi en Afrique. C'est la seule espèce du genre Chilotilapia (monotypique).